# Supercoppa Primavera 2016
La Supercoppa Primavera 2016 si è disputata il 28 ottobre 2016 allo Stadio Olimpico di Roma.
A sfidarsi sono state Roma e Inter, vincitrici rispettivamente del Campionato e della Coppa Italia nella stagione 2015-16. Le stesse formazioni avevano dato vita all'edizione 2012, anch'essa terminata con il successo giallorosso.

## Tabellino
| Arbitro: | Giua (Olbia) |

|                                                   |           |  |
| Marchizza 38’ (rig.) Tumminello 62’, 75’ Coly 87’ | Marcatori |  |

| Roma | Inter |